# Shellsburg (Iowa)
Shellsburg es una ciudad ubicada en el condado de Benton en el estado estadounidense de Iowa. En el Censo de 2010 tenía una población de 983 habitantes y una densidad poblacional de 495,48 personas por km².

## Geografía
Shellsburg se encuentra ubicada en las coordenadas 42°5′35″N 91°52′16″O / 42.09306, -91.87111. Según la Oficina del Censo de los Estados Unidos, Shellsburg tiene una superficie total de 1.98 km², de la cual 1.98 km² corresponden a tierra firme y (0%) 0 km² es agua.

## Demografía
Según el censo de 2010, había 983 personas residiendo en Shellsburg. La densidad de población era de 495,48 hab./km². De los 983 habitantes, Shellsburg estaba compuesto por el 96.74% blancos, el 0.71% eran afroamericanos, el 1.02% eran amerindios, el 0.1% eran asiáticos, el 0.1% eran isleños del Pacífico, el 0% eran de otras razas y el 1.32% pertenecían a dos o más razas. Del total de la población el 0.51% eran hispanos o latinos de cualquier raza.